# Wings (Macklemore & Ryan Lewis)
"Wings" (gestileerd als Wing$) is een single van de Amerikaanse rapper Macklemore en zijn producer Ryan Lewis. Het nummer werd uitgebracht als de elfde track op het album The Heist uit 2012.

## Achtergrond
Wings is geschreven door Ryan Lewis, Ben Haggerty en Hollis Wong-Wear en geproduceerd door Ryan Lewis. Het nummer was een klein succes in Australië (#17) en Frankrijk (#155). Het gaat over de invloed van schoenen (en kleding in het algemeen) op ergens bij horen (zoals een vriendengroep). In het nummer en de videoclip komen meerdere modellen van het schoenenmerk Nike voorbij. Vooral de kosten en het consumptisme worden benadrukt. Het lied was een onderwerp van controverse nadat het werd gebruikt in een reclame voor de NBA. In de NBA worden veel verschillende schoenmerken gebruikt en is het voor veel mensen een motivatie om de schoenen van hun favoriete basketballer te kopen. Het lied is juist een nummer tegen het kopen van dure schoenen en hun invloed. Om er voor te zorgen dat het nummer paste bij de reclame, paste Macklemore het lied aan en haalde hij de teksten die negatief waren ten opzichte van dure schoenen eruit. Dit leverde veel commentaar op onder zijn fans. De reactie van Macklemore op het gebruik van het nummer in de reclame was dat hij van kinds af aan al heel erg fan was van de NBA, dus dat het logisch was om het aanbod van het gebruik van het nummer in de reclame aan te nemen. Verder vertelde hij dat hij kritiek zou begrijpen als het nummer gebruikt werd in een reclame voor schoenen, maar dat NBA volgens hem weinig heeft te maken met het nummer. Hij noemt dat de hele mentaliteit van de Verenigde Staten voor het consumptisme heeft gezorgd. 